# Шаван (Горња Саона)
Шаван (фр. Chavanne) насеље је и општина у источној Француској у региону Франш-Конте, у департману Горња Саона која припада префектури Лир.
По подацима из 2011. године у општини је живело 252 становника, а густина насељености је износила 108,62 становника/km². Општина се простире на површини од 2,32 km². Налази се на средњој надморској висини од 420 метара (максималној 512 m, а минималној 373 m).

## Демографија
| 1962. | 1968. | 1975. | 1982. | 1990. | 1999. | 2011. |
| ----- | ----- | ----- | ----- | ----- | ----- | ----- |
| 169   | 177   | 175   | 176   | 191   | 202   | 252   |

График промене броја становника у току последњих година